# مایکل برندن (بازیگر پورنوگرافی)
مایکل برندن (انگلیسی: Michael Brandon؛ زاده ۹ فوریهٔ ۱۹۶۵) یک بازیگر پورنوگرافی اهل ایالات متحده آمریکا است.